# Altiporto

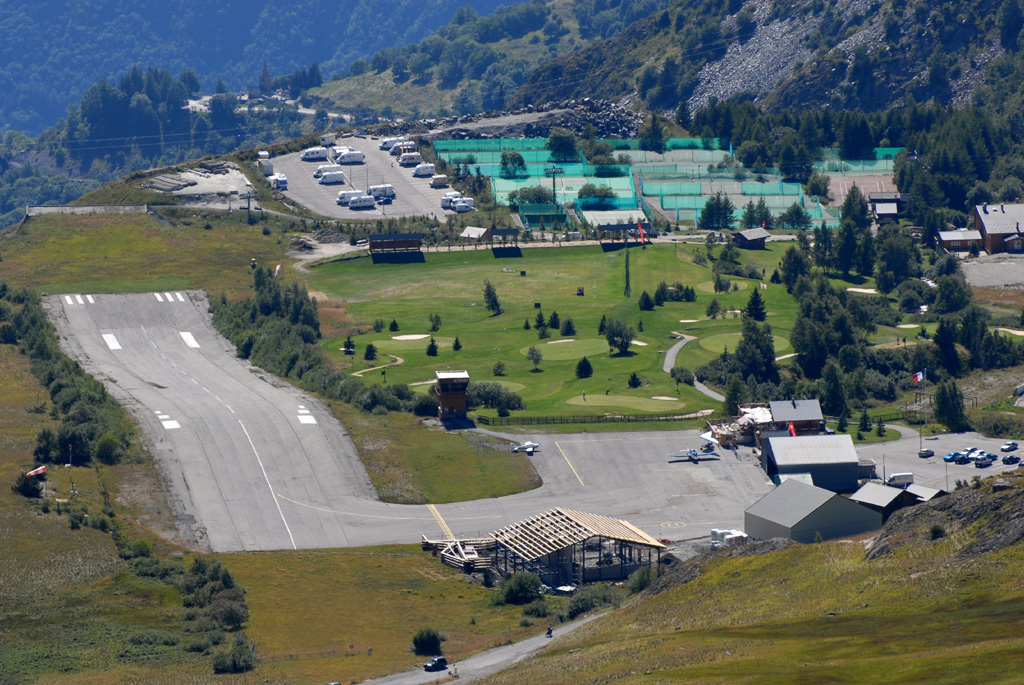
L'altiporto de l'Alpe d'Huez, nelle Alpi francesi.

Un altiporto è un aeroporto per piccoli aerei ed elicotteri situato in alta montagna la cui pista d'atterraggio ha la particolarità di essere tanto in forte pendenza quanto di minor lunghezza rispetto ad una comune pista di aeroporto.
I decolli avvengono sempre nella direzione in discesa - per favorire l'accelerazione dei velivoli - e gli atterraggi specularmente sempre in salita, per favorire la decelerazione.
È necessario avere una licenza particolare per utilizzare questo tipo di aeroporti.

## Elenco degli altiporti
| Altiporto               | Stato                      |
| ----------------------- | -------------------------- |
| Koro                    | Figi                       |
| Aleu                    | Francia                    |
| Alpe d'Huez             | Francia                    |
| Corlier                 | Francia                    |
| Aeroporto di Courchevel | Francia                    |
| La Motte-Chalancon      | Francia                    |
| La Rosière              | Francia                    |
| Altiporto di Megève     | Francia                    |
| Altiporto di Méribel    | Francia                    |
| Peyragudes              | Francia                    |
| Tignes                  | Francia                    |
| Valloire                | Francia                    |
| Ua Pou                  | Francia Polinesia francese |
| Chamois                 | Italia                     |
| Aeroporto di Lukla      | Nepal                      |